# カッチ語
カッチ語（カッチご、カッチ語: કચ્છી/ڪڇي、英: Kutchi language）はインド語派に属する言語である。グジャラート州のカッチ県やパキスタンのシンド州で話されている。

## 言語名別称
- カッチー語
- Cuchi
- Cutch
- Kachchhi
- Kachi
- Katch
- Katchi
- Kautchy
- Kutchchi
- Kutchie

## 方言
- Jadeji (kfr-jad)